# Ascot Gold Cup

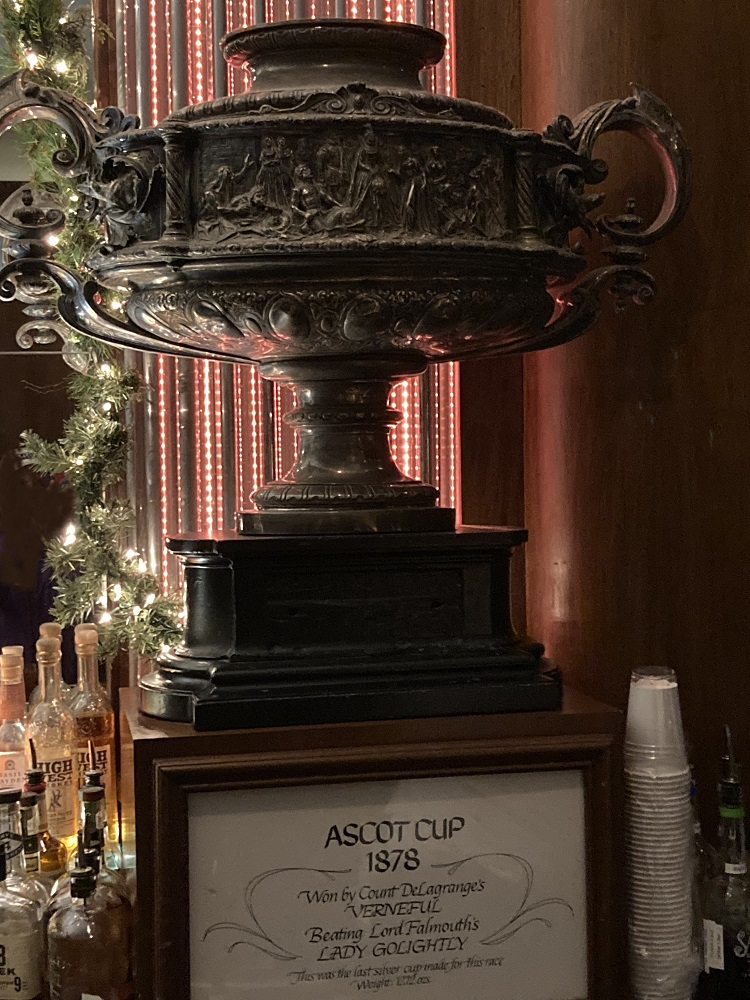
Trofeo della Ascot Gold Cup del 1878

La Ascot Gold Cup è una corsa piana di cavalli del Gruppo 1 in Gran Bretagna aperta a cavalli di età pari o superiore a quattro anni. Viene corsa ad Ascot per una distanza di 2 miglia 3 furlong e 210 iarde (4.014 metri) ed è programmata a giugno di ogni anno.
È l'evento più prestigioso della Gran Bretagna per gli "stayers" - cavalli specializzati nelle corse su lunghe distanze. Si tiene tradizionalmente il terzo giorno dell'incontro del Royal Ascot, che è noto colloquialmente (ma non ufficialmente) come Giorno delle Signore. Contrariamente alla credenza popolare il titolo attuale della razza non comprende la parola "Ascot".

## Storia
L'evento fu istituito nel 1807 ed era originariamente aperto a cavalli di età pari o superiore a tre anni. Il vincitore inaugurale, Master Jackey, ricevette un premio in denaro di 100 ghinee. La prima gara ebbe luogo alla presenza del Re Giorgio III e della Regina Carlotta.
Alla corsa del 1844 partecipò Nicola I di Russia, che stava facendo una visita di stato in Inghilterra. Il vincitore di quell'anno non fu nominato al momento della sua vittoria, ma gli fu dato l'appellativo "L'imperatore" in onore del monarca in visita. In cambio Nicola offrì un nuovo trofeo per la gara - il "Piatto dell'imperatore" - e questo divenne il titolo dell'evento per un breve periodo. Il suo nome originale fu ristabilito dopo nove anni, durante la Guerra di Crimea.
La Gold Cup è la prima tappa della Stayers' Triple Crown britannica, seguita dalla Goodwood Cup e dalla Doncaster Cup. L'ultimo cavallo a vincere tutte e tre le gare nello stesso anno fu Double Trigger nel 1995.
La Gold Cup è uno dei tre trofei perpetui del Royal Ascot meeting, insieme alla Royal Hunt Cup e al Queen's Vase, che possono essere conservati in modo permanente dai proprietari vincitori. Numerosi cavalli l'hanno vinto più di una volta, il più vincente è Yeats, che ha registrato la sua quarta vittoria nel 2009.

## Record
Il cavallo di maggior successo (4 vittorie):
- Yeats – 2006, 2007, 2008, 2009

Miglior fantino (11 vittorie):
- Lester Piggott – Zarathustra (1957), Gladness (1958), Pandofell (1961), Twilight Alley (1963), Fighting Charlie (1965), Sagaro (1975, 1976, 1977), Le Moss (1979), Ardross (1981, 1982)

Miglior allenatore (7 vittorie):
- Aidan O'Brien – Yeats (2006, 2007, 2008, 2009), Fame and Glory (2011), Leading Light (2014), Order of St George (2016)

Miglior proprietario (7 vittorie): (compresa la proprietà parziale)
- Sue Magnier – Yeats (2006, 2007, 2008, 2009), Fame and Glory (2011), Leading Light (2014), Order of St George (2016)

## Vincitori
| Anno | Vincitore                             | Età | Fantino           | Allenatore             | Proprietario                 | Tempo   |
| ---- | ------------------------------------- | --- | ----------------- | ---------------------- | ---------------------------- | ------- |
| 1807 | Master Jackey                         | 3   |                   |                        |                              |         |
| 1808 | Brighton                              | 4   |                   |                        |                              |         |
| 1809 | Anderida                              | 4   |                   |                        |                              |         |
| 1810 | Loiterer                              | 4   |                   |                        |                              |         |
| 1811 | Jannette                              | 4   |                   |                        |                              |         |
| 1812 | Flash                                 | 3   |                   |                        |                              |         |
| 1813 | Lutzen                                | 4   |                   |                        |                              |         |
| 1814 | Pranks                                | 5   |                   |                        |                              |         |
| 1815 | Aladdin                               | 5   |                   |                        |                              |         |
| 1816 | Anticipation                          | 4   |                   |                        |                              |         |
| 1817 | Sir Richard                           | 4   |                   |                        |                              |         |
| 1818 | Belville                              | 7   |                   |                        |                              |         |
| 1819 | Anticipation                          | 7   |                   |                        |                              |         |
| 1820 | Champignon                            | 4   |                   |                        | T A Fraser                   |         |
| 1821 | Banker                                | 5   |                   | W Butler               | Duca di York                 |         |
| 1822 | Sir Huldibrand                        | 4   |                   |                        | J Ramsbottom                 |         |
| 1823 | Marcellus                             | 4   | Will Wheatley     | William Chifney        | Conte di Darlington          |         |
| 1824 | Bizarre                               | 4   | Bill Arnull       | R D Boyce              | Lord G H Cavendish           |         |
| 1825 | Bizarre                               | 5   | Bill Arnull       | R D Boyce              | Lord G H Cavendish           |         |
| 1826 | Chateau Margaux                       | 4   | George Dockeray   | R Stephenson           | C Wyndham                    |         |
| 1827 | Memnon                                | 5   | Sam Chifney, Jr.  | William Chifney        | Conte di Darlington          |         |
| 1828 | Bobadilla                             | 3   | Thomas Lye        | Robert Pettit          | A Molony                     |         |
| 1829 | Zinganee                              | 4   | Sam Chifney, Jr.  | William Chifney        | VI conte di Chesterfield     |         |
| 1830 | Lucetta                               | 4   | Jem Robinson      | H Scott                | Sir Mark Wood, II baronetto  |         |
| 1831 | Cetus                                 | 4   | Jem Robinson      | H Scott                | Sir Mark Wood, II baronetto  |         |
| 1832 | Camarine                              | 4   | Jem Robinson      | H Scott                | Sir Mark Wood, II baronetto  |         |
| 1833 | Galata                                | 4   | Bill Arnull       | Charles Marson         | II marchese di Exeter        |         |
| 1834 | Glaucus                               | 4   | William Scott     | John Scott             | VI conte di Chesterfield     |         |
| 1835 | Glencoe                               | 4   | Jem Robinson      | James Edwards          | V conte di Jersey            |         |
| 1836 | Touchstone                            | 5   | John Barham Day   | John Scott             | I marchese di Westminster    |         |
| 1837 | Touchstone                            | 6   | William Scott     | John Scott             | I marchese di Westminster    |         |
| 1838 | Grey Momus                            | 3   | William Day       | John Barham Day        | Lord George Bentinck         |         |
| 1839 | Caravan                               | 5   | Jem Robinson      | Isaac Day              | Isaac Day                    |         |
| 1840 | St Francis                            | 5   | Sam Chifney, Jr.  | Robert Pettit          | Robert Pettit                |         |
| 1841 | Lanercost                             | 6   | W Noble           | William I'Anson        | W Ramsay                     |         |
| 1842 | Beeswing                              | 9   | D Cartwright      |                        | William Orde                 |         |
| 1843 | Ralph                                 | 5   | Jem Robinson      | W Edwards              | IV conte di Albemarle        |         |
| 1844 | The Emperor                           | 3   | G Whitehouse      | W Edwards              | IV conte di Albemarle        |         |
| 1845 | The Emperor                           | 4   | G Whitehouse      | W Edwards              | IV conte di Albemarle        |         |
| 1846 | Alarm                                 | 4   | Nat Flatman       | Montgomery Dilly       | Charles Greville             |         |
| 1847 | The Hero                              | 4   | Alfred Day        | John Barham Day        | John Barham Day              |         |
| 1848 | The Hero                              | 5   | Alfred Day        | John Barham Day        | John Barham Day              |         |
| 1849 | Van Tromp                             | 5   | Charles Marlow    | John Fobert            | XIII conte di Eglinton       |         |
| 1850 | The Flying Dutchman                   | 4   | Charles Marlow    | John Fobert            | XIII conte di Eglinton       |         |
| 1851 | Woolwich                              | 5   | Job Marson        | John Scott             | A Campbell                   |         |
| 1852 | Joe Miller                            | 3   | G Mann            | William Day            | Mr Farrance                  |         |
| 1853 | Teddington                            | 5   | Job Marson        | Alec Taylor, Sr.       | John Massey Stanley          |         |
| 1854 | West Australian                       | 4   | Alfred Day        | John Scott             | I barone Londesborough       |         |
| 1855 | Fandango                              | 3   | T Ashmall         | George Abdale          | II conte di Zetland          |         |
| 1856 | Winkfield                             | 5   | J Bartholomew     | S Death                | S Walker                     |         |
| 1857 | Skirmisher                            | 3   | J Charlton        | George Abdale          | II conte di Zetland          |         |
| 1858 | Fisherman                             | 5   | John Wells        | T Parr                 | J B Starkey                  |         |
| 1859 | Fisherman                             | 6   | W Cresswell       | T Parr                 | F Higgins                    |         |
| 1860 | Rupee                                 | 3   | H Grimshaw        | Jos Dawson             | VII conte di Stamford        |         |
| 1861 | Thormanby                             | 4   | Harry Custance    | Mathew Dawson          | James Merry                  |         |
| 1862 | Asteroid                              | 4   | John Wells        | G Manning              | Sir Joseph Hawley            |         |
| 1863 | Buckstone                             | 4   | A Edwards         | Mathew Dawson          | James Merry                  |         |
| 1864 | Scottish Chief                        | 3   | H Covey           | Mathew Dawson          | James Merry                  |         |
| 1865 | Ely                                   | 4   | Harry Custance    | Tom Olliver            | W S Cartwright               |         |
| 1866 | Gladiateur                            | 4   | H Grimshaw        | Tom Jennings           | Frédéric de Lagrange         |         |
| 1867 | Lecturer                              | 4   | George Fordham    | John Day               | IV Marchese di Hastings      |         |
| 1868 | Blue Gown                             | 3   | Tom Cannon        | John Porter            | Sir Joseph Hawley            |         |
| 1869 | Brigantine                            | 3   | F Butler          | William Day            | Sir Frederick Johnstone      |         |
| 1870 | Sabinus                               | 3   | R Rowell          |                        | J G Hessey                   |         |
| 1871 | Mortemer                              | 6   | George Fordham    | Tom Jennings           | C. J. Lefevre                |         |
| 1872 | Henry                                 | 4   | George Fordham    | Tom Jennings           | C. J. Lefevre                |         |
| 1873 | Cremorne                              | 4   | Charles Maidment  | William Gilbert        | Henry Savile                 |         |
| 1874 | Boiard                                | 4   | Carver            |                        | Henri Delamarre              |         |
| 1875 | Doncaster                             | 5   | George Fordham    | Robert Peck            | James Merry                  |         |
| 1876 | Apology                               | 5   | John Osborne, Jr. | John Osborne           | Mr Seabrook                  |         |
| 1877 | Petrarch                              | 4   | Tom Cannon        | Joseph Cannon          | IV conte di Lonsdale         |         |
| 1878 | Verneuil                              | 4   | J Goater          | Tom Jennings           | Frédéric de Lagrange         |         |
| 1879 | Isonomy                               | 4   | Tom Cannon        | John Porter            | Frederick Gretton            |         |
| 1880 | Isonomy                               | 5   | Tom Cannon, Sr.   | John Porter            | Frederick Gretton            |         |
| 1881 | Robert the Devil                      | 4   | Tom Cannon        | Charles Blanton        | Charles Brewer               |         |
| 1882 | Foxhall                               | 4   | Tom Cannon        | William Day            | James R. Keene               |         |
| 1883 | Tristan                               | 5   | George Fordham    | Tom Jennings           | C. J. Lefevre                |         |
| 1884 | St. Simon                             | 3   | Charles Wood      | Mathew Dawson          | VI duca di Portland          |         |
| 1885 | St. Gatien                            | 4   | Charles Wood      | James Waugh            | Jack Hammond                 |         |
| 1886 | Althorp                               | 4   | Tom Cannon        | John Porter            | Maurice de Hirsch            |         |
| 1887 | Bird of Freedom                       | 5   | W Warne           | J Ryan                 | D Baird                      |         |
| 1888 | Timothy                               | 4   | Jack Robinson     | James Jewitt           | Harry McCalmont              |         |
| 1889 | Trayles                               | 4   | Jack Robinson     | James Jewitt           | W de la Rue                  |         |
| 1890 | Gold                                  | 4   | Frederic Webb     | Tom Jennings           | Prince Soltykoff             |         |
| 1891 | Morion                                | 4   | John Watts        | Richard Marsh          | Lord Hartington              |         |
| 1892 | Buccaneer                             | 4   | George Barrett    | S Pickering            | Conte di Rosslyn             |         |
| 1893 | Marcion                               | 3   | S Chandley        | W Matthews             | R C Vyner                    |         |
| 1894 | La Fleche                             | 5   | John Watts        | Richard Marsh          | Maurice de Hirsch            |         |
| 1895 | Isinglass                             | 5   | Tommy Loates      | James Jewitt           | Harry McCalmont              |         |
| 1896 | Love Wisely                           | 3   | Sam Loates        | Alec Taylor, Jr.       | William Bass                 |         |
| 1897 | Persimmon                             | 4   | John Watts        | Richard Marsh          | Principe di Galles           |         |
| 1898 | Elf                                   | 5   | E Watkins         | Richard Count          | Jacques de Bremond           |         |
| 1899 | Cyllene                               | 4   | Sam Loates        | William Jarvis         | Sir Charles Rose             |         |
| 1900 | Merman                                | 8   | Tod Sloan         | Jack Robinson          | Mr. Jersey                   |         |
| 1901 | Santoi                                | 4   | Fred Rickaby      | Wallace Davis          | George Edwards               |         |
| 1902 | William the Third                     | 4   | Morny Cannon      | John Porter            | VI duca di Portland          |         |
| 1903 | Maximum                               | 4   | A McIntyre        | Richard Count          | Jacques de Bremond           |         |
| 1904 | Throwaway                             | 5   | Willie Lane       | Herbert Braime         | Fred Alexander               |         |
| 1905 | Zinfandel                             | 5   | Morny Cannon      | Charles Beatty         | VIII barone Howard de Walden |         |
| 1906 | Bachelor's Button                     | 7   | Danny Maher       | Charles Peck           | Solomon Joel                 |         |
| 1907 | The White Knight                      | 4   | William Halsey    | Harry Sadler           | Tom Kirkwood                 |         |
| 1908 | The White Knight                      | 5   | William Halsey    | Harry Sadler           | Tom Kirkwood                 |         |
| 1909 | Bomba                                 | 3   | Freddie Fox       | Fred Pratt             | Jimmy de Rothschild          |         |
| 1910 | Bayardo                               | 4   | Danny Maher       | Alec Taylor, Jr.       | Alfred W. Cox                |         |
| 1911 | Willonyx                              | 4   | William Higgs     | Sam Darling            | Charles Howard               |         |
| 1912 | Prince Palatine                       | 4   | Frank O'Neill     | Henry Beardsley        | Thomas Pilkington            |         |
| 1913 | Prince Palatine                       | 5   | W Saxby           | Henry Beardsley        | Thomas Pilkington            |         |
| 1914 | Aleppo                                | 5   | Freddie Fox       | Alec Taylor, Jr.       | Alfred W. Cox                |         |
| 1915 | Apothecary                            | 3   | E Lancaster       | Fred Pratt             |                              |         |
| 1917 | Gay Crusader                          | 3   | Steve Donoghue    | Alec Taylor, Jr.       | Alfred W. Cox                |         |
| 1918 | Gainsborough                          | 3   | Joe Childs        | Alec Taylor, Jr.       | Lady James Douglas           |         |
| 1919 | By Jingo!                             | 5   | George Hulme      | James Rhodes           | W T de Pledge                |         |
| 1920 | Tangiers                              | 4   | George Hulme      | Richard Dawson         | Sir William Nelson           |         |
| 1921 | Periosteum                            | 4   | Frank Bullock     | Basil Jarvis           | Ben Irish                    |         |
| 1922 | Golden Myth                           | 4   | Charlie Elliott   | Jack Jarvis            | Sir George Bullough          |         |
| 1923 | Happy Man                             | 7   | Victor Smyth      | Thomas Hogg            | F Hardy                      |         |
| 1924 | Massine                               | 4   | Fred Sharpe       | Elijah Cunnington      | Henri Ternynck               |         |
| 1925 | Santorb                               | 4   | Steve Donoghue    | James Rhodes           | A Barclay-Walker             |         |
| 1926 | Solario                               | 4   | Joe Childs        | Reg Day                | Sir John Rutherford          |         |
| 1927 | Foxlaw                                | 5   | Brownie Carslake  | Reg Day                | Sir Abe Bailey               |         |
| 1928 | Invershin                             | 6   | Brownie Carslake  | George Digby           | John Reid Walker             |         |
| 1929 | Invershin                             | 7   | Richard Perryman  | George Digby           | John Reid Walker             |         |
| 1930 | Bosworth                              | 4   | Tommy Weston      | Frank Butters          | XVII conte di Derby          |         |
| 1931 | Trimdon                               | 5   | Joe Childs        | Joseph Lawson          | Charles Lambton              |         |
| 1932 | Trimdon                               | 6   | Joe Childs        | Joseph Lawson          | Charles Lambton              |         |
| 1933 | Foxhunter                             | 4   | Harry Wragg       | Jack Jarvis            | Edward Esmond                |         |
| 1934 | Felicitation                          | 4   | Gordon Richards   | Frank Butters          | Aga Khan III                 |         |
| 1935 | Tiberius                              | 4   | Tommy Weston      | Joseph Lawson          | Sir Abe Bailey               |         |
| 1936 | Quashed                               | 4   | Richard Perryman  | Colledge Leader        | Lord Stanley                 |         |
| 1937 | Precipitation                         | 4   | Patrick Beasley   | Cecil Boyd-Rochfort    | Lady Zia Wernher             |         |
| 1938 | Flares                                | 5   | Bobby Jones       | Cecil Boyd-Rochfort    | William Woodward, Sr.        |         |
| 1939 | Flyon                                 | 4   | Eph Smith         | Jack Jarvis            | I Barone Milford             |         |
| 1940 | niente gara nel 1940                  |     |                   |                        |                              |         |
| 1941 | Finis                                 | 6   | Harry Wragg       | Ossie Bell             | Sir Hugo Cunliffe-Owen       |         |
| 1942 | Owen Tudor                            | 4   | Gordon Richards   | Fred Darling           | Catherine Macdonald-Buchanan |         |
| 1943 | Ujiji                                 | 4   | Gordon Richards   | Joseph Lawson          | Alfred Allnatt               |         |
| 1944 | Umiddad                               | 4   | Gordon Richards   | Frank Butters          | Aga Khan III                 |         |
| 1945 | Ocean Swell                           | 4   | Eph Smith         | Jack Jarvis            | VI conte di Rosebery         |         |
| 1946 | Caracalla                             | 4   | Charlie Elliott   | Charles Semblat        | Marcel Boussac               |         |
| 1947 | Souverain                             | 4   | Marcel Lollierou  | Henri Delavaud         | F. R. Schmitt                |         |
| 1948 | Arbar                                 | 4   | Charlie Elliott   | Charles Semblat        | Marcel Boussac               |         |
| 1949 | Alycidon                              | 4   | Doug Smith        | Walter Earl            | XVIII conte di Derby         |         |
| 1950 | Supertello                            | 4   | Doug Smith        | John Waugh             | Wilfred Harvey               | 4:25.00 |
| 1951 | Pan                                   | 4   | Roger Poincelet   | Etienne Pollet         | Eugène Constant              | 4:22.40 |
| 1952 | Aquino                                | 4   | Gordon Richards   | Sam Armstrong          | Regina di Baroda             | 4:29.60 |
| 1953 | Souepi                                | 5   | Charlie Elliott   | George Digby           | George Digby                 | 4:35.20 |
| 1954 | Elpenor                               | 4   | Jacques Doyasbère | Charlie Elliott        | Marcel Boussac               | 4:32.80 |
| 1955 | Botticelli                            | 4   | Enrico Camici     | Enrico della Rocchetta | Mario della Rocchetta        | 4:29.02 |
| 1956 | Macip                                 | 4   | Serge Boullenger  | Charlie Elliott        | Marcel Boussac               | 4:48.80 |
| 1957 | Zarathustra                           | 6   | Lester Piggott    | Cecil Boyd-Rochfort    | Terence Gray                 | 4:23.93 |
| 1958 | Gladness                              | 5   | Lester Piggott    | Vincent O'Brien        | John McShain                 | 4:30.18 |
| 1959 | Wallaby                               | 4   | Freddie Palmer    | Percy Carter           | Geoffroy de Waldner          | 4:34.02 |
| 1960 | Sheshoon                              | 4   | George Moore      | Alec Head              | Principe Ali Khan            | 4:28.42 |
| 1961 | Pandofell                             | 4   | Lester Piggott    | Freddie Maxwell        | H. Warwick Daw               | 4:30.32 |
| 1962 | Balto                                 | 4   | Freddie Palmer    | Max Bonaventure        | André Rueff                  | 4:48.04 |
| 1963 | Twilight Alley                        | 4   | Lester Piggott    | Noel Murless           | Lady Sassoon                 | 4:52.95 |
| 1964 | nessuna gara del 1964, pista allagata |     |                   |                        |                              |         |
| 1965 | Fighting Charlie                      | 4   | Lester Piggott    | Freddie Maxwell        | Lady Mairi Bury              | 4:34.47 |
| 1966 | Fighting Charlie                      | 5   | Greville Starkey  | Freddie Maxwell        | Lady Mairi Bury              | 4:34.56 |
| 1967 | Parbury                               | 4   | Joe Mercer        | Derek Candy            | Herbert Holt                 | 4:36.05 |
| 1968 | Pardallo                              | 5   | Bill Pyers        | Mick Bartholomew       | Suzy Volterra                | 4:35.84 |
| 1969 | Levmoss                               | 4   | Bill Williamson   | Seamus McGrath         | Seamus McGrath               | 4:25.60 |
| 1970 | Precipice Wood                        | 4   | Jimmy Lindley     | Rosemary Lomax         | Bobby McAlpine               | 4:27.35 |
| 1971 | Random Shot                           | 4   | Geoff Lewis       | Arthur Budgett         | Mrs G. Benskin               | 4:41.39 |
| 1972 | Erimo Hawk                            | 4   | Pat Eddery        | Geoffrey Barling       | Y. Yamamoto                  | 4:28.69 |
| 1973 | Lassalle                              | 4   | Jimmy Lindley     | Richard Carver, Jr.    | Zenya Yoshida                | 4:33.46 |
| 1974 | Ragstone                              | 4   | Ron Hutchinson    | John Dunlop            | XVI duca di Norfolk          | 4:35.01 |
| 1975 | Sagaro                                | 4   | Lester Piggott    | François Boutin        | Gerry Oldham                 | 4:48.60 |
| 1976 | Sagaro                                | 5   | Lester Piggott    | François Boutin        | Gerry Oldham                 | 4:26.15 |
| 1977 | Sagaro                                | 6   | Lester Piggott    | François Boutin        | Gerry Oldham                 | 4:28.25 |
| 1978 | Shangamuzo                            | 5   | Greville Starkey  | Michael Stoute         | Mrs E. Charles               | 4:27.30 |
| 1979 | Le Moss                               | 4   | Lester Piggott    | Henry Cecil            | Carlo d'Alessio              | 4:25.22 |
| 1980 | Le Moss                               | 5   | Joe Mercer        | Henry Cecil            | Carlo d'Alessio              | 4:28.40 |
| 1981 | Ardross                               | 5   | Lester Piggott    | Henry Cecil            | Charles St George            | 4:51.23 |
| 1982 | Ardross                               | 6   | Lester Piggott    | Henry Cecil            | Charles St George            | 4:35.24 |
| 1983 | Little Wolf                           | 5   | Willie Carson     | Dick Hern              | Lord Porchester              | 4:24.36 |
| 1984 | Gildoran                              | 4   | Steve Cauthen     | Barry Hills            | Robert Sangster              | 4:18.81 |
| 1985 | Gildoran                              | 5   | Brent Thomson     | Barry Hills            | Robert Sangster              | 4:25.19 |
| 1986 | Longboat                              | 5   | Willie Carson     | Dick Hern              | Dick Hollingsworth           | 4:22.11 |
| 1987 | Paean                                 | 4   | Steve Cauthen     | Henry Cecil            | Lord Howard de Walden        | 4:33.26 |
| 1988 | Sadeem                                | 5   | Greville Starkey  | Guy Harwood            | Sheikh Mohammed              | 4:15.67 |
| 1989 | Sadeem                                | 6   | Willie Carson     | Guy Harwood            | Sheikh Mohammed              | 4:22.68 |
| 1990 | Ashal                                 | 4   | Richard Hills     | Harry Thomson Jones    | Hamdan Al Maktoum            | 4:28.58 |
| 1991 | Indian Queen                          | 6   | Walter Swinburn   | Lord Huntingdon        | Sir Gordon Brunton           | 4:23.90 |
| 1992 | Drum Taps                             | 6   | Frankie Dettori   | Lord Huntingdon        | Yoshio Asakawa               | 4:18.29 |
| 1993 | Drum Taps                             | 7   | Frankie Dettori   | Lord Huntingdon        | Yoshio Asakawa               | 4:32.57 |
| 1994 | Arcadian Heights                      | 6   | Michael Hills     | Geoff Wragg            | John Pearce                  | 4:27.67 |
| 1995 | Double Trigger                        | 4   | Jason Weaver      | Mark Johnston          | Ron Huggins                  | 4:20.25 |
| 1996 | Classic Cliche                        | 4   | Michael Kinane    | Saeed bin Suroor       | Scuderia Godolphin           | 4:23.20 |
| 1997 | Celeric                               | 5   | Pat Eddery        | David Morley           | Christopher Spence           | 4:26.19 |
| 1998 | Kayf Tara                             | 4   | Frankie Dettori   | Saeed bin Suroor       | Scuderia Godolphin           | 4:32.36 |
| 1999 | Enzeli                                | 4   | Johnny Murtagh    | John Oxx               | HH Aga Khan IV               | 4:18.85 |
| 2000 | Kayf Tara                             | 6   | Michael Kinane    | Saeed bin Suroor       | Scuderia Godolphin           | 4:24.53 |
| 2001 | Royal Rebel                           | 5   | Johnny Murtagh    | Mark Johnston          | Peter Savill                 | 4:18.92 |
| 2002 | Royal Rebel                           | 6   | Johnny Murtagh    | Mark Johnston          | Peter Savill                 | 4:25.64 |
| 2003 | Mr Dinos                              | 4   | Kieren Fallon     | Paul Cole              | Constantine Shiacolas        | 4:20.15 |
| 2004 | Papineau                              | 4   | Frankie Dettori   | Saeed bin Suroor       | Scuderia Godolphin           | 4:20.90 |
| 2005 | Westerner                             | 6   | Olivier Peslier   | Elie Lellouche         | Ecurie Wildenstein           | 4:19.49 |
| 2006 | Yeats                                 | 5   | Kieren Fallon     | Aidan O'Brien          | Magnier / Nagle              | 4:20.45 |
| 2007 | Yeats                                 | 6   | Michael Kinane    | Aidan O'Brien          | Magnier / Nagle              | 4:20.78 |
| 2008 | Yeats                                 | 7   | Johnny Murtagh    | Aidan O'Brien          | Magnier / Nagle              | 4:21.14 |
| 2009 | Yeats                                 | 8   | Johnny Murtagh    | Aidan O'Brien          | Magnier / Nagle              | 4:20.73 |
| 2010 | Rite of Passage                       | 6   | Pat Smullen       | Dermot Weld            | Dr Ronan Lambe               | 4:16.92 |
| 2011 | Fame and Glory                        | 5   | Jamie Spencer     | Aidan O'Brien          | Smith / Magnier et al        | 4:37.51 |
| 2012 | Colour Vision                         | 4   | Frankie Dettori   | Saeed bin Suroor       | Scuderia Godolphin           | 4:42.05 |
| 2013 | Estimate                              | 4   | Ryan Moore        | Sir Michael Stoute     | Regina Elisabetta II         | 4:20.51 |
| 2014 | Leading Light                         | 4   | Joseph O'Brien    | Aidan O'Brien          | Smith / Magnier / Tabor      | 4:21.09 |
| 2015 | Trip To Paris                         | 4   | Graham Lee        | Ed Dunlop              | La Grange Partnership        | 4:22.61 |
| 2016 | Order of St George                    | 4   | Ryan Moore        | Aidan O'Brien          | Smith / Magnier / Tabor      | 4:26.21 |
| 2017 | Big Orange                            | 6   | James Doyle       | Michael Bell           | Bill Gredley                 | 4:22.40 |
| 2018 | Stradivarius                          | 4   | Frankie Dettori   | John Gosden            | Bjorn Nielsen                | 4:21.08 |
| 2019 | Stradivarius                          | 5   | Frankie Dettori   | John Gosden            | Bjorn Nielsen                | 4:30.83 |

### Appunti
1. ↑  La gara fu abbandonata nel 1964 a causa di un allagamento
2. 1 2  Rock Roi finì primo nel 1971 e nel 1972, ma fu squalificato entrambe le volte
3. ↑  Royal Gait fu primo nel 1988, ma fu retrocesso all'ultimo posto a seguito di un'inchiesta dei commissari di gara
4. ↑  La corsa del 2005 si svolse presso l'Ippodromo di York

- La gara fu disputata a Newmarket durante i periodi di guerra del 1917–18 e 1941–44.